# Antoaneta Stéfanova
Antoaneta Stéfanova (en búlgar: Антоанета Стефанова) (nascuda a Sofia el 19 d'abril de 1979) és una Gran Mestre d'escacs búlgara, ex-Campiona del Món.
A la llista d'Elo de la FIDE del juliol de 2022, hi tenia un Elo de 2467 punts, cosa que en feia la jugadora (femenina) número 1 de Bulgària (i la número 11 del país en la classificació absoluta), i la 20a millor jugadora del rànquing mundial femení. El seu màxim Elo va ser de 2560 punts, a la llista de gener de 2003 (posició 239 al rànquing mundial).

## Biografia
Va aprendre a jugar als escacs tot just als quatre anys, de la mà del seu pare, el dissenyador Andon Stéfanov, qui va ensenyar el joc també a la seva germana gran, Liana.

## Resultats destacats en competició
Als set anys, Stéfanova fou campiona de Sofia. El 1989, va triomfar al primer Campionat del món femení Sub-10 a Aguadilla, Puerto Rico, i el 1992, guanyà el Campionat d'Europa Sub-14 femení.
Stéfanova va arribar a ser setena a la llista absoluta de jugadors búlgars el 1993, i des de 1994, ha competit amb èxit en torneigs de nivell de Gran Mestre. El 1995, es proclamà Campiona femenina de Bulgària. El 1997 el rànquing FIDE de Stéfanova la situava en el top ten femení mundial. El 2002 es proclamà Campiona femenina d'Europa, en guanyar el torneig pel campionat a Varna (Bulgària), per damunt de Lilit Mkertxian. El juny de 2003 obtingué el títol absolut de Gran Mestre, un títol que en aquell moment només tenien altres deu dones. El 2004 obtingué el tercer lloc, i la medalla de bronze al Campionat d'Europa individual femení celebrat a Dresden. El 2007, obtingué la medalla d'argent al Campionat d'Europa individual femení celebrat a Dresden (la campiona fou Tatiana Kossíntseva).
El 2008 participà en el fort Torneig Internacional Casino de Barcelona, on hi fou 6a (de 10) amb el 50% de la puntuació (el campió fou Aleksei Dréiev). El 2011 fou subcampiona d'Europa femenina, a Tiflis, rere Viktorija Čmilytė.
El juny del 2016 a Mamaia (Romania), fou tercera al Campionat d'Europa femení amb 8 punts d'11 (la campiona fou Anna Uixénina).
L'abril de 2019, fou cinquena al Campionat d'Europa femení a Antalya (la campiona fou Alina Kaixlínskaia).

### Participació en campionats del món
El 2004 esdevingué la XII Campiona del món, en guanyar un torneig eliminatori de 64 jugadores celebrat a Chess City, Elistà, República de Calmúquia sota els auspicis de la FIDE.
A les darreries de 2005, va participar en la Copa del món de 2005 a Khanti-Mansisk, un torneig classificatori per al cicle del Campionat del món absolut de 2007 i que va poder jugar en tant que campiona del món femenina regnant. Al torneig, fou eliminada en primera ronda per Ivan Sokolov.
Va competir al Campionat del món femení de 2006 a Iekaterinburg, (óblast de Sverdlovsk, Rússia), on fou eliminada en segona ronda, i al Campionat del món femení de 2008 a Nàltxik, a l'oblast rus de Kabardino-Balkària, on va assolir els quarts de final abans de ser eliminada.
El 2012 es proclamà Campiona del món femenina de ràpides a Batumi, Geòrgia, amb 8.5/11 punts.

### Participació en olimpíades d'escacs
Stéfanova ha participat, representant Bulgària, en totes les edicions de les Olimpíades d'escacs, des de l'any 1992, començant a l'Olimpíada de Manila 1992, quan tenia només 13 anys. Sempre ha representat l'equip búlgar femení, llevat de l'any 2000, quan era Mestre Internacional, en què va ser promocionada a jugar a l'equip nacional masculí, a l'Olimpíada d'Estambul de 2000 (com a 2n suplent), i va fer 3 punts de 7 partides, (+2, =2, -3)